# Bielorrússia nos Jogos Olímpicos de Verão de 2000
A Bielorrússia participou dos Jogos Olímpicos de Verão de 2000 em Sydney, Austrália.